# Vierhouten
Vierhouten is een dorp in de gemeente Nunspeet, in de Nederlandse provincie Gelderland. Het is gelegen op de Veluwe, tussen Elspeet, Nunspeet en Vaassen. Vierhouten heeft 705 inwoners (1 januari 2023).

## Geschiedenis

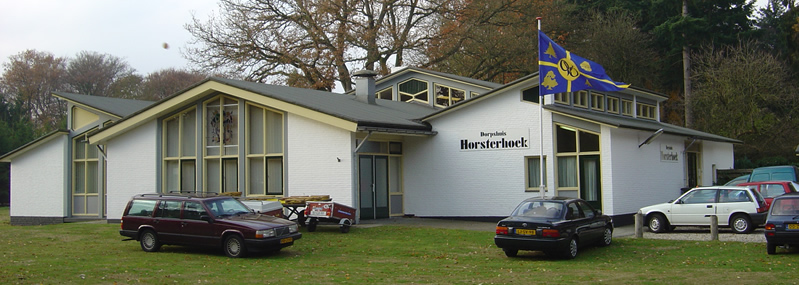
Dorpshuis "Horsterhoek"

### Naamsverklaring
Vierhouten werd vroeger Vierholten genoemd. De naam zou verwijzen naar de vier bossen die rondom het dorp liggen. Dit zouden dan het Vierhouterbos, het Vreebos, het Elspeterbos en het Gortelsebos zijn. Hoewel aan de juistheid van de theorie wordt getwijfeld is deze toch de meest gebruikte. Een andere theorie is dat de naam afkomstig is van de Nunspeter familie Vierholt (later Vierhout). Aannemelijker is echter dat deze familie zich heeft laten noemen naar de plaats en niet andersom.

In een giftbrief van keizer Otto III uit 996 wordt reeds gesproken over Quatar Forest. Het is echter niet zeker of hiermee de huidige plaats Vierhouten wordt bedoeld. Het in 1418 genoemde Vierholten wordt daarom als de oudste vermelding beschouwd.
De eerste vermelding van de familienaam Vierholt is in een doopakte van 2 maart 1651: "Gedoopt: Anneke, dochter van Jan Vierholt en Beertien Egberts". Opvallend is dat in deze en latere generaties de naam Vierholt/Vierholten alleen gebruikt wordt door de oudste zoon. De overige kinderen gebruiken alleen hun patroniem. Dit kan er op wijzen dat het gaat om een boerderijnaam, zoals gebruikelijk is in delen van Nederland en Duitsland.

### Recreatie
Het verenigingsleven en de rest van de Vierhouter samenleving heeft als centraal punt dorpshuis Horsterhoek. Hier komen de Vierhouters samen door middel van onder andere activiteiten en feestavonden.
Door zijn ligging in het bos en aan de heide is Vierhouten een druk bezochte recreatieplek, met veel campings en hotels. Hier is de oudste camping van Nederland gevestigd. Camping "Saxenheim" (thans "Samoza") werd begin jaren 1920 opgericht. De oude kantine uit 1927 (enige jaren na de opening van de camping gebouwd) is nog altijd aanwezig en staat op een heuvel centraal op de camping gelegen.
De Paasheuvel in Vierhouten is een kampeer- en recreatieterrein, dat tot in de jaren vijftig grote bekendheid genoot als "heilige grond" voor de Arbeiders Jeugd Centrale (AJC), de jeugdorganisatie van de SDAP en de PvdA.

### Bebouwingshistorie
In de omgeving van het dorp werden vanaf de jaren 20 van de 20e eeuw diverse villa's en landhuizen gebouwd. De bekendste daarvan is het rijksmonument "Noorderheide", een ontwerp van architect Frits Eschauzier. Deze villa werd in 1939 gebouwd en bewoond door de bekende Rotterdamse havenbaron Van Beuningen. In deze villa hingen jarenlang wereldberoemde schilderijen, die thans zijn ondergebracht in het museum Boijmans Van Beuningen te Rotterdam.
Vierhouten was tot halverwege de 20e eeuw een typisch Veluws boerendorp. Daar is nu weinig meer van over. Veel oude boerderijen verdwenen, werden onherkenbaar verbouwd of kwamen in handen van mensen van buiten het dorp. Ook vielen er enkele ten prooi aan de vlammen.

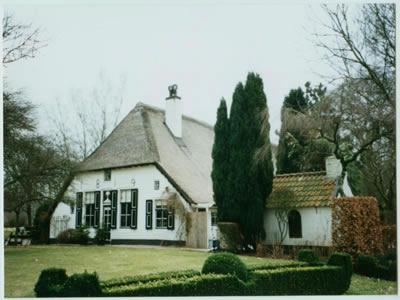
Rijksmonument "De Jonge Stee"

In vijftig jaar tijd is het aanzien van het dorp dan ook flink veranderd. Het is nu vooral een forensendorp en "echte" boerenbedrijven zijn er niet meer te vinden.
Een bewaard gebleven boerderij is het rijksmonument "De Jonge Stee" aan de Plaggeweg 26. Deze boerderij is nog volledig intact en heeft nog vele oude details zoals een grote schouw, bedsteden en een opkamer. Ook het erf is bewaard gebleven met een oude schaapskooi, wagenschuur en hooiberg.
Een boerderij die vroeger in Vierhouten stond, is nu te bezichtigen in het Nederlands Openluchtmuseum te Arnhem.

## Bezienswaardigheden

### Verscholen Dorp
Een bekende bezienswaardigheid is het voormalig onderduikerskamp "Verscholen Dorp" aan de Pas-opweg. Hier zaten in de Tweede Wereldoorlog veel onderduikers verborgen.
Er is een drietal hutten nagebouwd en restanten van de oude hutten zijn er terug te vinden.
Bij het kamp staat een tweetal gedenkstenen. Wat verder in de richting van Vierhouten staat, aan de Tongerenseweg, een monument dat herinnert aan de fusillade van een aantal Joden op die plek. In de receptie van hotel-restaurant "De Vossenberg" in Vierhouten, is een klein museum ingericht dat herinnert aan dit onderduikerskamp en de Tweede Wereldoorlog.

### Vierhouterbos

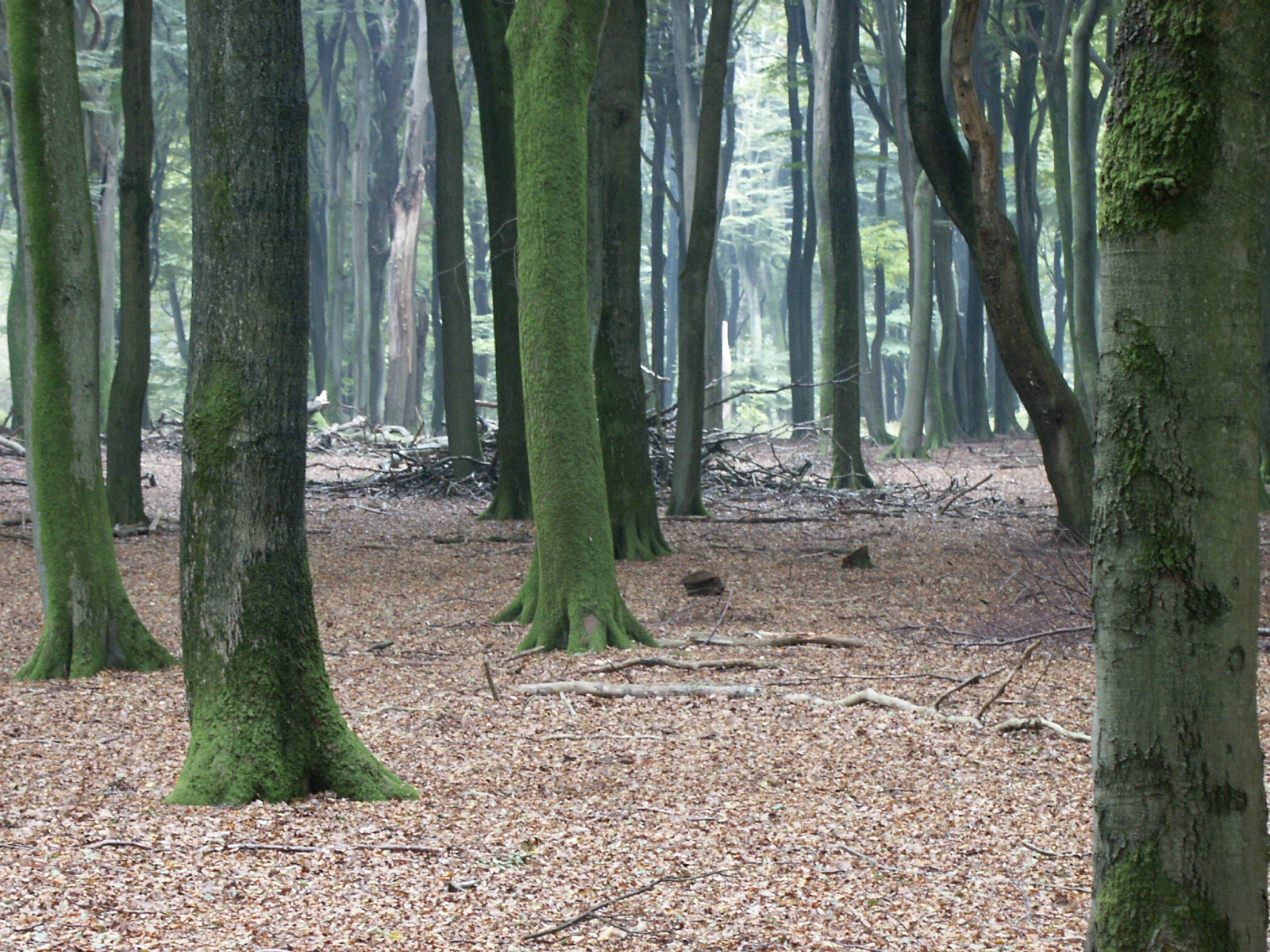
Het beukenbos tussen Gortel en Vierhouten

Het Vierhouterbos is een oud malebos dat vele eeuwen in gemeenschappelijk gebruik was door de Vierhouters. Men vindt er oude eikenhakhoutbossen, beukenbossen, naaldbossen, pinetum 't Bergelt, oude grafheuvels en helemaal achter in het bos het natuurgebied "Noorderheide" met de waterwerken van Van Beuningen.
Tot in de jaren 80 was het bos particulier eigendom. Het was een geliefd wandel- en jachtgebied en regelmatig waren er leden van het Koninklijk Huis te vinden tijdens jachtpartijen. Het bos is inmiddels in beheer bij Staatsbosbeheer en de grote jachtpartijen zijn verleden tijd. Staatsbosbeheer heeft oude paden dichtgegooid of laten dichtgroeien. Het aantal paden beperkt zich tot veelal brede boswegen en enkele smallere paden. Onlangs heeft men weer de historische Niersenseweg, een oude lokale weg, deels open gemaakt.
Het Vierhouterbos herbergt dieren waaronder: edelhert, damhert, reeën, wild zwijn, moeflon, eekhoorn en vos. Zeldzame diersoorten die er voorkomen zijn het vliegend hert en de das.

### Elspeetsche Heide
De Elspeetsche Heide is een glooiend heideveld met enkele vennen. Het is een restant van de immense heidevlakte die dit deel van de Veluwe ooit bedekte.
De Elspeetsche Heide is archeologisch van grote waarde, door de aanwezigheid van oude eikenhakhoutbosjes en grafheuvels.

### Noorderheide
De Noorderheide met de "Piramides en Waterwerken van Van Beuningen" (Rijksmonumenten) ligt aansluitend aan de Elspeetsche Heide.

### Vierhoutense Heide
Het landgoed Vierhoutense Heide is een gebied met bos, een stuk heide en een zandverstuiving. Het 120 hectare grote landgoed is een vrij toegankelijk wandelgebied.
Het is een restant van een uitgestrekt heide- en stuifzandlandschap dat nu grotendeels is bebost.
Op het heideveld groeien veel jeneverbessen, een beschermde inheemse coniferensoort. Dit jeneverbesstruweel is onlangs met behulp van Europese subsidie ontdaan van andere bomen en struiken, die de ontwikkeling van de jeneverbessen in de weg stonden.
Op het landgoed ligt de "Gobiwoestijn", plaatselijk beter bekend als "De Zandverstuiving" of "'t Zand". Op deze kleine zandverstuiving stuift het zand nog altijd, maar het gebied dreigt te vergrassen. Daarom wordt de zandverstuiving af en toe weer hersteld, door de grassen te verwijderen. Over de zandverstuiving loopt de Waskolkweg, een oude verbindingsweg tussen Vierhouten en het heideven de "Waschkolk" bij Nunspeet. In de "Waschkolk" werden vroeger de schapen gewassen om daarna op de schapenmarkt bij herberg 't Soerel verkocht te worden.
Dit landgoed is particulier bezit en eigendom van de erven Enschedé. 

### Heemtuin De Heimanshof
Heemtuin De Heimanshof is een van de oudste heemtuinen van Nederland. Deze tuin werd in 1935 aangelegd door werkloze jongeren van de Arbeiders Jeugd Centrale, bij wijze van werkverschaffingsproject. De heemtuin ligt verscholen op het terrein van camping De Paasheuvel.
De Heimanshof, plaatselijk bekend als Bruilse Viever of Bronse Viever, is een landschapstuin van 1/2 hectare, waarin alle planten verzameld worden die van nature op de Veluwe groeien.
Voor de Tweede Wereldoorlog was het een proeftuin met moeras en een uitgegraven vijver en een weelde aan planten, grassen en mossen uit alle delen van Nederland. Na de oorlog lag de tuin er jarenlang verwaarloosd en overwoekerd bij. In de jaren 90 hebben vrijwilligers de heemtuin weer in ere hersteld. De tuin is vernoemd naar Eli Heimans, onderwijzer en natuurbeschermer.
Op het terrein bevinden zich onder meer wallen met beuken en eiken, een naaldboombosje, een varenhoek, een heideheuvel, een blauwgrasland, een bloemenwei, een leemkuil, een roggeakker, een moerasje en een muurtuin. Door de tuin loopt de Nunbeek, die een grote en kleine vijver van water voorziet. Bij de ingang van de tuin staan vitrines met een verzameling nesten met eieren en merkwaardige houten groeisels uit de natuur.

## Culinair
Het jaarlijkse evenement "Rondje Vierhouten" luidt voor de restaurants de opening van het wildseizoen in, en trekt jaarlijks vele duizenden bezoekers. De koks van de diverse restaurants en horecagelegenheden bieden op die dag diverse kleine wildgerechten aan.

## Geboren
- Frank Berghuis (1967), voetballer

## Woonachtig geweest in Vierhouten
- Eltjo van Beresteyn, lid Tweede Kamer, lid gemeenteraad Den Haag en genealoog. Had het landgoed "'t Bergelt" aan de Elspeterbosweg als buitenverblijf.
- Daniël George van Beuningen, havenbaron en kunstverzamelaar. Woonde in villa "Noorderheide".
- Charles de Wolff, organist, dirigent